# JA21
JA21 (retroacrónimo de Juiste Antwoord 2021, 'Respuesta Correcta 2021') es un partido político en los Países Bajos. Fue fundado en diciembre de 2020 por Joost Eerdmans y Annabel Nanninga después de dejar el Foro para la Democracia el 26 de noviembre de 2020.

## Historia
JA21 fue fundada el 18 de diciembre de 2020 por Eerdmans y Nanninga, después de que abandonaran el Foro para la Democracia luego de una disputa interna sobre la respuesta del liderazgo del partido a las acusaciones de racismo, antisemitismo y homofobia contra su ala juvenil y controvertidas declaraciones del líder del partido Thierry Baudet. El partido se describe a sí mismo como un partido de derecha "adecuado" y tiene como objetivo llenar el vacío entre el Partido Popular por la Libertad y la Democracia (VVD) de centroderecha y el más de extrema derecha Partido por la Libertad (PVV). El líder del partido, Joost Eerdmans, había sido anteriormente miembro del parlamento por la Lista Pim Fortuyn y se desempeñó como teniente de alcalde de Róterdam.
El 20 de diciembre de 2020, los ex eurodiputados del Foro para la Democracia Derk Jan Eppink, Rob Roos y Rob Rooken anunciaron que se habían convertido en miembros de JA21. Dos días después, el grupo independiente del Senado Fractie-Van Pareren, que consta de siete exsenadores del Foro para la Democracia, se unió a JA21, convirtiéndolo en el cuarto partido más grande del Senado.
El 16 de enero de 2021, el grupo provincial del Foro para la Democracia en Brabante Septentrional se escindió y tres miembros abandonaron el Foro para la Democracia para formar el grupo parlamentario JA21 en el Consejo Provincial de Brabante Septentrional. Como el Foro para la Democracia era parte del gobierno de coalición de la provincia en el momento de la división, el nuevo grupo parlamentario de JA21 ingresó inmediatamente a la coalición después de conversar con los otros miembros de la coalición. Esta fue la primera vez en que JA21 entró en una coalición con otros partidos.
En las elecciones generales de 2021 el partido obtuvo un 0.68% de los votos y un escaño en la Cámara de Representantes.

## Resultados electorales
| Año  | Votos         | %    | Resultado | +/- | Gobierno  |
| ---- | ------------- | ---- | --------- | --- | --------- |
| 2021 | 246.620 (#12) | 2,37 | 3/150     |     | Oposición |
| 2023 | 71.345 (#15)  | 0,68 | 1/150     | 2   | Oposición |